# Natskygge
Slægten Natskygge (Solanum) er udbredt over hele kloden. Det er urter eller buske med spredte blade. Blomsterne er endestillede og regelmæssigt 5-tallige. Frugterne er saftige bær. De fleste arter indeholder en række alkaloider, først og fremmest solanin, som i for store doser gør dem yderst giftige for mennesker. I meget små doser har solanin til gengæld vist sig at fremme immunforsvaret mod fx Salmonella-bakterier.
| Beskrevne arter |

- Trætomat (Solanum betaceum)
- Bittersød natskygge (Solanum dulcamare)
- Tomat (Solanum lycopersicum)
- Aubergine (Solanum melongena)
- Sort natskygge (Solanum nigrum)
- Bøffelburre (Solanum rostratum)
- Kartoffel (Solanum tuberosum)

| Beskrevne arter |

| - Solanum abutiloides - Solanum acaule - Solanum accrescens - Solanum acerifolium - Solanum acroglossum - Solanum acroscopicum - Solanum aculeastrum - Solanum aculeatissimum - Solanum acutilobum - Solanum adenobasis - Solanum adscendens - Solanum aethiopicum - Solanum agrarium - Solanum agrimonifolium - Solanum ajanhuiri - Solanum albicans - Solanum albidum - Solanum albornozii - Solanum alternatopinnatum - Solanum ambrosiacum - Solanum americanum - Solanum anamatophilum - Solanum andreanum - Solanum anguivi - Solanum angustifolium - Solanum anomalum - Solanum appendiculatum - Solanum aracc-papa - Solanum arboreum - Solanum arcanum - Solanum argenteum - Solanum aridum - Solanum arundo - Solanum asperolanatum - Solanum asymmetriphyllum - Solanum atropurpureum - Solanum aturense - Solanum augustii - Solanum aviculare - Solanum ayacuchense - Solanum bahamense - Solanum basendopogon - Solanum beaugleholei - Solanum berthaultii - Solanum bolivianum - Solanum boliviense - Solanum bombycinum - Solanum bonariense - Solanum brachyantherum - Solanum brevicaule - Solanum brevifolium - Solanum buesii - Solanum bulbocastanum - Solanum bullatum - Solanum burchellii - Solanum burkartii - Solanum caesium - Solanum cajamarquense - Solanum calidum - Solanum campanulatum - Solanum campechiense - Solanum campylacanthum - Solanum candidum - Solanum candolleanum - Solanum cantense - Solanum capense - Solanum capsicoides - Solanum cardiophyllum - Solanum carduiforme - Solanum caripense - Solanum carolinense - Solanum cataphractum - Solanum catilliflorum - Solanum catombelense - Solanum cerasiferum - Solanum cernuum - Solanum chacoense - Solanum cheesmaniae - Solanum chenopodinum - Solanum chenopodioides - Solanum chilense - Solanum chilliasense - Solanum chippendalei - Solanum chiquidenum - Solanum chmielewskii - Solanum chomatophilum - Solanum chrysotrichum - Solanum cinereum - Solanum circaeifolium - Solanum circinatum - Solanum citrullifolium - Solanum clarkiae - Solanum clarum - Solanum cleistogamum - Solanum coagulans - Solanum cobanense - Solanum cochabambense - Solanum cochoae - Solanum coelestipetalum - Solanum colombianum - Solanum commersonii | - Solanum complectens - Solanum comptum - Solanum confertiseriatum - Solanum contumazaense - Solanum cordovense - Solanum corneliomulleri - Solanum corymbosum - Solanum crinitipes - Solanum crinitum - Solanum crispum - Solanum crotonoides - Solanum cumingii - Solanum cunninghamii - Solanum curtilobum - Solanum cyaneopurpureum - Solanum dasyphyllum - Solanum deflexum - Solanum delagoense - Solanum demissum - Solanum dimidiatum - Solanum dioicum - Solanum diphyllum - Solanum diploconos - Solanum distichum - Solanum diversiflorum - Solanum dolichocremastrum - Solanum donianum - Solanum douglasii - Solanum dulcamaroides - Solanum eburneum - Solanum echinatum - Solanum ehrenbergii - Solanum elaeagnifolium - Solanum ellipticum - Solanum ensifolium - Solanum erianthum - Solanum esuriale - Solanum etuberosum - Solanumiguum - Solanum felinum - Solanum fernandezianum - Solanum ferocissimum - Solanum filiforme - Solanum flahaultii - Solanum flavoviridens - Solanum forskalii - Solanum forsteri - Solanum fraxinifolium - Solanum furcatum - Solanum furfuraceum - Solanum gabrielae - Solanum galapagense - Solanum gandarillasii - Solanum garcia-barrigae - Solanum giganteum - Solanum glaucescens - Solanum glaucophyllum - Solanum glutinosum - Solanum goetzei - Solanum gracilifrons - Solanum grandiflorum - Solanum granulosoleprosum - Solanum guamense - Solanum guaraniticum - Solanum guerreroense - Solanum guineense - Solanum habrochaites - Solanum hastifolium - Solanum hastiforme - Solanum heinianum - Solanum heterodoxum - Solanum heteropodium - Solanum hibernum - Solanum hindsianum - Solanum hintonii - Solanum hirtum - Solanum hjertingii - Solanum hoehnei - Solanum hougasii - Solanum houstonii - Solanum huancabambense - Solanum huaylasense - Solanum humectophilum - Solanum humile - Solanum hypacrarthrum - Solanum hyporhodium - Solanum immite - Solanum incanum - Solanum incarceratum - Solanum incasicum - Solanum incompletum - Solanum infundibuliforme - Solanum insanum - Solanum interius - Solanum iopetalum - Solanum jamaicense - Solanum jamesii - Solanum juglandifolium - Solanum juzepczukii - Solanum kurtzianum - Solanum kwebense | - Solanum laciniatum - Solanum lamprocarpum - Solanum lanceifolium - Solanum lanceolatum - Solanum lasiocarpum - Solanum lasiophyllum - Solanum laxissimum - Solanum laxum - Solanum leopoldense - Solanum lesteri - Solanum leucocarpon - Solanum lichtensteinii - Solanum lidii - Solanum lignicaule - Solanum limbaniense - Solanum linnaeanum - Solanum lobbianum - Solanum longiconicum - Solanum luteoalbum - Solanum lycocarpum - Solanum lycopersicoides - Solanum lyratum - Solanum macrocarpon - Solanum maglia - Solanum mahoriensis - Solanum malmeanum - Solanum mammosum - Solanum mapiriense - Solanum marginatumf. - Solanum mariannense - Solanum marinasense - Solanum maternum - Solanum mauritianum - Solanum medians - Solanum melanospermum - Solanum memphiticum - Solanum microdontum - Solanum microphyllum - Solanum minutifoliolum - Solanum mitlense - Solanum mochiquense - Solanum montanum - Solanum morellifolium - Solanum morelliforme - Solanum multifidum - Solanum multiinterruptum - Solanum multispinum - Solanum muricatum - Solanum myoxotrichum - Solanum myriacanthum - Solanum nelsonii - Solanum nemophilum - Solanum nemorense - Solanum neocardenasii - Solanum neorickii - Solanum neorossii - Solanum neovavilovii - Solanum nigrescens - Solanum nigricans - Solanum nigriviolaceum - Solanum nubicola - Solanum nummularium - Solanum nutans - Solanum obliquum - Solanum ochranthum - Solanum oedipus - Solanum okadae - Solanum olmosense - Solanum opacum - Solanum orbiculatum - Solanum ortegae - Solanum oxycarpum - Solanum palinacanthum - Solanum palitans - Solanum pallidum - Solanum palustre - Solanum pancheri - Solanum panduriforme - Solanum paniculatum - Solanum parishii - Solanum paucissectum - Solanum pectinatum - Solanum pendulum - Solanum pennellii - Solanum perlongistylum - Solanum peruvianum - Solanum petraeum - Solanum petrophilum - Solanum phlomoides - Solanum physalifolium - Solanum pilcomayense - Solanum pillahuatense - Solanum pimpinellifolium - Solanum pinnatisectum - Solanum pinnatum - Solanum piurae - Solanum platense - Solanum polyadenium - Solanum polygamum - Solanum prinophyllum - Solanum proteanthum | - Solanum pseudocapsicum - Solanum pseudogracile - Solanum pseudolulo - Solanum pseudoquina - Solanum ptychanthum - Solanum pugiunculiferum - Solanum pyracanthos - Solanum quadriloculatum - Solanum quitoense - Solanum radicansf. - Solanum raphanifolium - Solanum raquialatum - Solanum refractum - Solanum remyanum - Solanum repandum - Solanum reptans - Solanum retroflexum - Solanum rhomboideilanceolatum - Solanum rhytidoandrum - Solanum richardii - Solanum riparium - Solanum robustum - Solanum roseum - Solanum rovirosanum - Solanum rubetorum - Solanum salasianum - Solanum sandwicense - Solanum sarrachoides - Solanum saturatum - Solanum scabrifolium - Solanum scabrum - Solanum schenckii - Solanum schimperianum - Solanum schulzianum - Solanum sciadostylis - Solanum seaforthianum - Solanum sellovianum - Solanum sessile - Solanum sessiliflorum - Solanum sibundoyensis - Solanum simile - Solanum simplicissimum - Solanum sisymbriifolium - Solanum sitiens - Solanum sogarandinum - Solanum spirale - Solanum stagnale - Solanum stelligerum - Solanum stenandrum - Solanum stenophyllidium - Solanum stoloniferum - Solanum stramoniifolium - Solanum stuckertii - Solanum sturtianum - Solanum suaveolens - Solanum supinum - Solanum sycophanta - Solanum symonii - Solanum tabanoense - Solanum tampicense - Solanum tarnii - Solanum taulisense - Solanum tenuisetosum - Solanum tenuispinum - Solanum terminale - Solanum thelopodium - Solanum toliaraea - Solanum tomentosum - Solanum torvum - Solanum trachycyphum - Solanum trichoneuron - Solanum trifidum - Solanum triflorum - Solanum trinitense - Solanum trinominum - Solanum tripartitum - Solanum triquetrum - Solanum tudununggae - Solanum tunariense - Solanum umbellatum - Solanum umtuma - Solanum unilobum - Solanum urticans - Solanum vaillantii - Solanum vansittartense - Solanum venturii - Solanum vernei - Solanum verrucosum - Solanum vespertilio - Solanum vestissimum - Solanum viarum - Solanum villosum - Solanum violaceimarmoratum - Solanum violaceum - Solanum virginianum - Solanum viride - Solanum volubile - Solanum wallacei - Solanum wendlandii - Solanum wittmackii - Solanum wrightii - Solanum xanti |